# Талья Лаві
Талья Лаві (івр. טליה לביא; 27 квітня 1978, Петах-Тіква, Ізраїль) — ізраїльський кінорежисер, сценарист.

## Біографія
Талья Лаві народилася 27 квітня 1978 року в місті Петах-Тіква, Ізраїль. Вона навчалася в Академії мистецтв і дизайну «Бецалель» та школі Сема Шпігеля в Єрусалимі. Під час навчання вона зняла три короткометражки, які брали участь у міжнародних кінофестивалях й отримали нагороди на фестивалях у Локарно та Берліні.
Талья служила в армії оборони Ізраїлю. 2006 року вона створила короткометражку «Заміна» (19 хв), яка потім розвинулася у повнометражний фільм «Мотивації нуль» (2014). Фільм був представлений у 12 номінаціях на премію «Офір», переміг у шести. Талья отримала нагороди як «Найкращий режисер» та «Найкращий сценарист».